# WASP
WASP（ワスプ、WASPs）とは、ホワイト・アングロ・サクソン・プロテスタントの略称（アクロニム）で、白人のアメリカ人プロテスタント、かつイギリス系の上流階級を指す。WASPエリート集団は、アメリカ合衆国の歴史の大部分において米国の社会・文化および政治を支配し、婚姻・相続及び縁故主義を通じて諸分野を寡占した。富裕層としてのWASPの社会的影響力は1940年代以降減少したが、この集団は以後も一部の金融および慈善分野と政治を支配している。

## 解説
"WASP"の"S"については"Suburban"（郊外）の頭文字と解釈する見方もある。アメリカ社会の多様性の成熟・成長（公民権運動による成果や雇用機会の拡大）と共に都市部に集まりだした黒人を嫌う中流階級以上の白人世帯が、こぞって郊外に居住地を移したことを指している。
アメリカ合衆国における白人エリート支配層の保守派を指す造語であり、当初は彼らと主に競争関係にあったアイリッシュカトリックにより使われていた。エドワード・ディグビー・ボルツェルが1964年に「プロテスタントの結成：アメリカの貴族とカースト制度」を著したことで一般にも用いられるようになった。この語の指示範囲は使用者によりまちまちであり、イングランド系を指す場合と長老派教会や会衆派教会、米国聖公会に属するスコッチ・アイリッシュやウェルシュ、スコティッシュなどむしろケルト系のものまで含む場合もある。社会学者のウィリアム・トンプソンとジョーゼフ・ヒッキーは、この言葉の意味の曖昧さを指摘して以下のように述べている。

## 現状
21世紀では、アメリカ社会における保守勢力であるキリスト教右派において、従来の福音派のみならずカトリック右派の地歩が拡大し、ヨーロッパ系キリスト教徒の中での保守的な価値観の文化層の一体化が進んでおり、アメリカ保守すなわちWASPという構図は過去のものとなりつつある。
なお、白人は、苗字でたどることのできる父系で自らのルーツをもっぱら認識していることが多いが、アメリカに渡ってからの歴史の長い家系であれば、実際には先祖の母方を通じてさまざまな民族の系統を受け継いでいることが普通である。そのため、現代アメリカでは「純粋なアングロサクソン」はそう多くない。例えば、第41代大統領ジョージ・H・W・ブッシュ、その息子で第43代大統領ジョージ・W・ブッシュを出したブッシュ家はイギリス王室（ステュアート家）の遠縁として知られるが、その他にも西欧各地からの移民の血を受け継いでおり、その中にはフランス・イタリアなどのカトリック国からの移民も含まれる。

## ワスプを風刺した、もしくは風刺が登場する作品

### 映画
- 愛がこわれるとき
- アイズ ワイド シャット
- アダムス・ファミリー2
- アップルゲイツ
- アメリカン・サイコ
- ウォール街
- カラー・オブ・ハート
- 虚栄のかがり火
- ザ・クラフト
- グラン・トリノ
- 誘う女
- サバービコン 仮面を被った街
- シリアル・ママ
- スパイダーマン3
- セント・エルモス・ファイヤー
- 大逆転
- ファイト・クラブ
- フィッシャー・キング
- 普通の人々
- ヘアスプレー
- ボウリング・フォー・コロンバイン
- ゆりかごを揺らす手
- レス・ザン・ゼロ

### テレビドラマ
- ビバリーヒルズ高校白書
- ビバリーヒルズ青春白書
- 恐竜家族： 擬人化された恐竜（進化し、現代の人類社会とほぼ同じ大量消費社会文明を営んでいる）の一家を描くファミリー・ドラマ。主人公である少年の母親の実家は、まさにワスプそのものをモデルにしている。母の父、つまり主人公の祖父は認知症の兆候がある退役した元将軍で、実家も有数の名家。母の独身時代は、同じ資産階級同士の虚飾に満ちたパーティーに幻滅しながらも始終参加させられ、ごく普通の労働者階級の男性であった主人公の父親と交際を始めた際、周囲の知人・親類から偏見に満ちた理由で猛烈に反対される。
- ダーマ&グレッグ